# Кабеса-де-Вака
Кабеса-де-Вака (ісп. Cabeza de Vaca, порт. Cabeça de Vaca) — кастильський шляхетний рід. За легендою, походить від пастуха, який допоміг кастильскому королю Альфонсо VIII напередодні переможної битви при Навас-де-Толосі 1212 року. Представники роду жили в Іспанії, Португалії та Новому світі. Герб — червоно-золотий шаховий щит із синьою облямівкою, в якій шість срібних бичачих голів.

## Представники
- Альваро Нуньєс Кабеса-де-Вака — конкістадор, губернантор Нової Андалусії.
- Педро Кабеса-де-Вака — магістр Ордену Сантьяго.
- Хуан Кабеса-де-Вака — єпископ Бургоський, Куенківський і Коїмбрський.